# Investigación farmacológica
La investigación farmacológica implica la búsqueda de nuevos fármacos cada vez más eficaces y eficientes, donde es necesario el conocimiento amplio del ser vivo a tratar, desde su aspecto bioquímico, genético, fisiológico, ambiental, entre otros factores, para curar una enfermedad o disminuir los daños de esta, así como la constante mejora de los ya existentes.
Los nuevos fármacos pueden lograrse mediante la pesquisa de compuestos químicos o moléculas que tengan considerable especificidad con ciertas moléculas del organismo, células, tejidos y órganos. Dilucidando los procesos bioquímicos que ocurren en los órganos bajo la influencia de dichos fármacos, que conducen al esclarecimiento de las acciones farmacológicas; esto se traduce en el incremento de la efectividad del fármaco y en disminuir sus efectos colaterales y secundarios.
El desarrollo de un nuevo fármaco conlleva años de dedicación: desde el descubrimiento de una nueva molécula (química farmacéutica), o el aislamiento de alguna sustancia endógena (biotecnología) hasta su lanzamiento al mercado y comercialización. La investigación clínica es la etapa de este proceso donde se prueba la sustancia en estudio en sujetos humanos experimentales. Los protocolos que llevan a cabo estos procedimientos son conocidos como un ensayo clínico.

## Hechos históricos en la investigación clínica en humanos
Los principales códigos y declaraciones sobre la regulación de la investigación médica aparecieron como respuesta a acontecimientos específicos (por ejemplo la Segunda Guerra Mundial), y centrándose en los hechos que la motivaron. Destacando el Código de Núremberg, la Declaración Universal de los Derechos Humanos, la Declaración de Helsinki, el informe Belmont y las pautas del CIOMS. 
- El primer instrumento internacional realizado sobre la ética médica fue el Código de Nuremberg, promulgado en 1947 como consecuencia del juicio realizado a los médicos nazis que habían dirigido experimentos en prisioneros y detenidos sin su consentimiento, durante la Segunda Guerra Mundial. El Código fue concebido para proteger la integridad del sujeto de investigación. Se establecieron condiciones para la conducta ética de la investigación en seres humanos, destacando el realce realizado al consentimiento voluntario para la investigación. Este documento debía ser absolutamente esencial para realizar la investigación en el sujeto, lo que establecía que el sujeto fuera competente y tuviera la capacidad legal para dar consentimiento.
- Posteriormente en 1948 al ser promulgada La Declaración Universal de los Derechos Humanos y más tarde, en 1966, al ser aprobado el Pacto Internacional de Derechos Civiles y Políticos, se le otorgó un valor especialmente social al valor humano, para así guiar toda investigación en seres humanos. El artículo 7 del Pacto establece que “Nadie será sometido a torturas ni a penas o tratos crueles, inhumanos o degradantes. En particular, nadie será sometido sin su libre consentimiento a experimentos médicos o científicos”. Mediante la declaración se destaca la protección de los derechos y bienestar de todos los sujetos humanos en la experimentación científica.
- En 1964 se dio un importante paso al promulgarse La Declaración de Helsinki, formulada por la Asociación Médica Mundial. Este es el documento internacional fundamental en el campo de la ética de la investigación biomédica. Es una formulación integral sobre ética de la investigación en seres humanos. Establece pautas éticas para los médicos involucrados en investigación biomédica, tanto clínica como no clínica. De manera directa e indirecta ha influido en la legislación y códigos de conducta a nivel internacional, regional y nacional.
- En 1978 en respuesta a los estudios de Tuskegee (Estudio realizado a mediados de los años 40 sobre población afrodescendiente de bajos recursos, en la que se estudió el curso natural que tenía la sífilis, impidiéndoles el acceso a tratamientos) y de Willowbrook (estudio sobre la hepatitis en niños, realizado sobre una población de enfermos mentales en Nueva York) se motivó la promulgación en EE. UU. del Informe Belmont. En este se trató de dar un marco filosófico a las reglas y reglamentos desarrollados para responder a los escándalos antes mencionados.
- Una de las últimas pautas planteadas en torno a la ética de las investigaciones clínicas fueron las pautas del CIOMS promulgadas en el año 1982. Mediante esta se trataba de abordar la aplicación de la declaración de Helsinki en los países en vías de desarrollo, y en particular para lo que tuviera que ver con los ensayos a gran escala de vacunas y medicamentos, en especial para el sida.

## Organizaciones Relacionadas
- FECICLA Archivado el 4 de junio de 2020 en Wayback Machine. Fundación Ética y Calidad en Investigación Clínica Latinoamericana

- Datos: Q6449168